# القناة 13 (إسرائيل)
القناة الثالثة عشر الإسرائيلية (بالعبرية: רשת 13) هي قناة تلفزيونية إسرائيلية مجانية تديرها شركة ريشيت ميديا المملوكة لشركة لين بلافاتنيك (~52%)، وديسكفري (21%)، وناداف توبولسكي (13.5%)، وأودي أنجل (8%)، وعائلة شتراوس (5.5%)، أطلقت في 1 نوفمبر 2017 لتكون بديلة للقناة الثانية الإسرائيلية المنحلة.

## التاريخ
كانت القناة الثانية الإسرائيلية تديرها الهيئة الثانية للتلفزيون والإذاعة، ولكن تم برمجتها من قبل شركتين متناوبتين، مجموعة كيشت ميديا وريشيت. وكجزء من سلسلة أكبر من الإصلاحات لنظام البث الإسرائيلي لزيادة التنوع والمنافسة، تم إغلاق القناة الثانية، وتم منح كل من المذيعين قنوات منفصلة خاصة بهم. تم إطلاق ريشيت 13 رسميًا في 1 نوفمبر 2017، إلى جانب كيشت 12. واصلت شركة أخبار تلفزيون إسرائيل تقديم برامج إخبارية لكلا القناتين؛ يتم بث النشرة الإخبارية الرئيسية في وقت الذروة من قبل كلتا القناتين، بينما يتم تقسيم البرامج الأخرى بين القناتين.
في يونيو 2018، بسبب المشكلات المالية الناجمة عن انقسام القناة 2 في عام 2017، تقدمت شركة RGE (مالكة القناة 10) بطلب اندماج مع الشركة الأم لهذه القناة Reshet. في أكتوبر 2018، أعلنت Reshet إلغاء الاندماج. أعاد مالكو Reshet النظر في الاندماج منذ ذلك الحين، وبعد معركة طويلة مع السلطة الثانية، تمت الموافقة على الاندماج، وكان من المقرر إجراؤه في 16 يناير 2019. وشهد الاندماج انتقال بعض البرامج التي كانت تُعرض سابقًا على القناة 10 إلى Reshet 13، والتي غيرت اسمها لاحقًا إلى القناة 13، مع الشعار الجديد "كل شيء متصل".